# Мармара (остров)
Ма́рмара (тур. Marmara) — остров в западной части Мраморного моря, принадлежит Турции. С древности известен как место добычи проконнесского мрамора.

## География
Крупнейший остров Мраморного моря, площадь 130 км². Берега обрывистые, с небольшими бухтами. Рельеф холмистый и низкогорный. Наивысшая точка — гора Капы высотой 699 м над уровнем моря. Остров является центром округа Мармара ила Балыкесир.

## Экономика
На острове высажены оливковые рощи, также основу экономики составляют виноделие и рыболовство. Важной частью экономики является туризм. Остров знаменит месторождением белого мрамора, давшего название острову и Мраморному морю. Добыча мрамора продолжается до сих пор.

## История
В древние времена остров носил название Проко́ннес (др.-греч. Προκόννησος), которое до сих пор используется в Греции. Геродот рассказывает об Аристее из Проконнеса, авторе «Эпоса об аримаспах».
Остров был колонизирован ионийскими греками ещё в античности, приблизительно в III тысячелетии до н. э. Страбон передаёт рассказ, что колонию на Проконнес выслали милетцы, одновременно с основанием Приапа (ныне Карабига) и Абидоса. В VI в. до н. э. известен греческий тиран Метродор, правивший как вассал персов. Во времена Страбона на острове были древний и современный города — Старый и Новый Проконнес. В последнем были большие каменоломни белого мрамора. Начиная со времени правления императора Константина в IV веке н. э. остров был популярным местом проживания византийской аристократии. Во время правления Юстиниана там был построен императорский дворец. Вплоть до Первой мировой войны население острова было почти исключительно греческим; после войны по Лозаннскому мирному договору 1923 года был произведён обмен населением между Грецией и Турцией, и все греки были вынуждены покинуть родную землю — либо уехали в Грецию, либо эмигрировали в другие страны.
В 1942 году около острова затонул сухогруз «Куртулуш».

## Транспорт
Добраться до острова можно из Стамбула на корабле или пароме либо на моторной лодке из Текирдага или Эрдека.

## Культура
- В городе Мармара, который расположен на острове, есть музей под открытым небом, где выставляются экспонаты эпохи Древнего Рима и Византии.
- В Мармаре происходит действие нескольких глав романа "Сады Силидара" армянской писательницы Забел Есаян[9].